# Metopius septemcinctus
Metopius septemcinctus är en stekelart som beskrevs av Clement 1930. Metopius septemcinctus ingår i släktet Metopius och familjen brokparasitsteklar. Inga underarter finns listade i Catalogue of Life.